# Czerników Opatowski
Czerników Opatowski – wieś sołecka w Polsce położona w województwie świętokrzyskim, w powiecie opatowskim, w gminie Opatów.
W obszar wsi wchodzi:
| SIMC    | Nazwa   | Rodzaj    |
| ------- | ------- | --------- |
| 0801289 | Janówek | część wsi |

Przez wieś przechodzi  niebieski szlak rowerowy do Opatowa.

## Historia

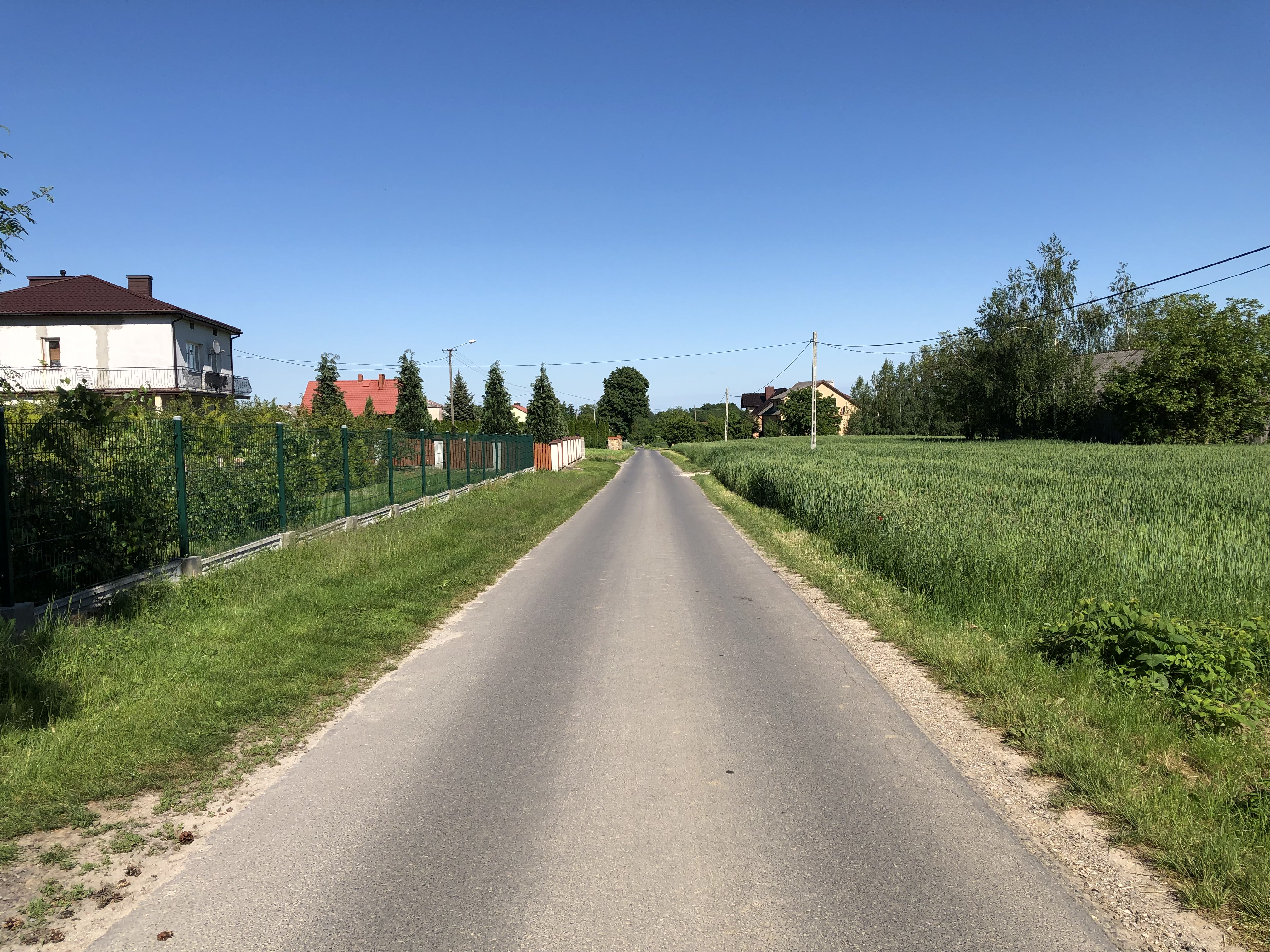
Droga przez wieś

Wieś notowana w wieku XIV. Posiada wspólny rodowód i po części wspólną historię z Czernikowem Karskim. Czerników Opatowski to wieś w powiecie opatowskim. Wspomniana w dokumentach z r. 1328 (Kodeks Wielkopolski s 1088) w wykazie  włości biskupstwa lubuskiego (obecnie jest to Czernichów Opatowski). Część tej wsi (należąca do klasztoru łysogórskiego), którą klasztor uzyskał w 1308 roku leżała w parafii Opatów, druga, szlachecka w parafii Strzyżowice. W roku 1578 w części szlacheckiej Sobikurski i Jagniński płacą pobór od 14 osad, 5 łanów kmiecych 3 zagrodników 1 komornika 14 ubogich.
Według spisu powszechnego z roku 1921spisano w gminie Opatów następujące miejscowości mające w nazwie Czerników:
1. Czerników Jurkowicki – kolonia domów 9, mieszkańców 58
2. Czerników Karski – kolonia domów 15,mieszkańców 105
3. Czerników Karski – wieś domów 11,mieszkańców 71
4. Czerników Opatowski – kolonia domów 5,mieszkańców 34
5. Czerników Opatowski – wieś domów 16 mieszkańców 106

Obecnie w gminie Opatów pozostały Czerników Karski, Czerników Opatowski.

## Miejsca kultu religijnego

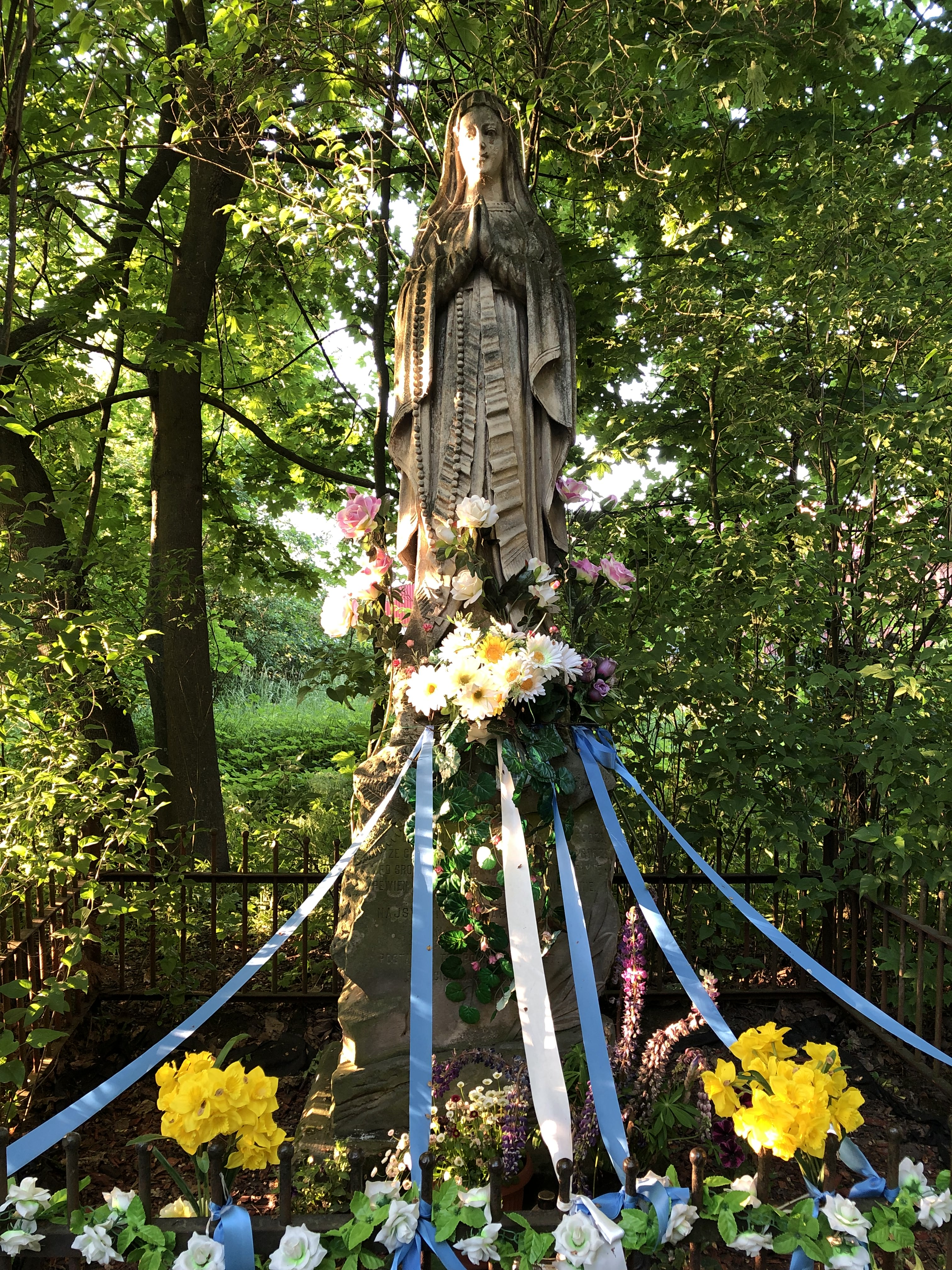
Figura z 1927 roku

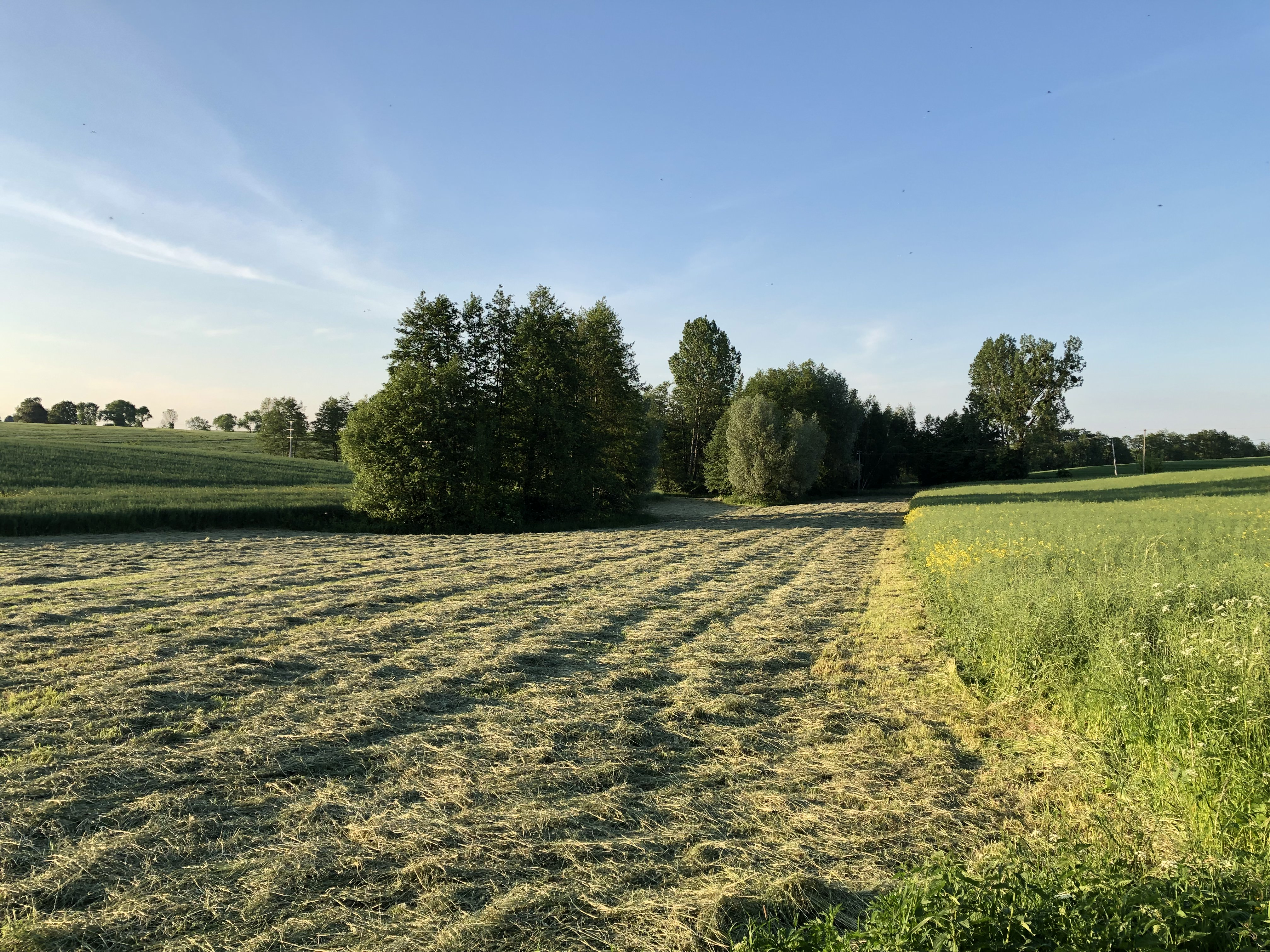
Krajobraz wsi

W Czernikowie Opatowskim są cztery miejsca kultu religijnego w postaci jednego drewnianego krzyża oraz trzech figur. Najbardziej znana jest figura Marii ufundowana w 1927 roku przez Franciszkę Kozową na cześć jej zmarłego w tym samym roku męża Michała Kozę. Na cokole figury widnieje inskrypcja:
„O jaka ufność w mem sercu się rodzi

że Cię zwać marką że Cię zwać synem godzi

po srogich gniewach fal morskich popłynie

pewien Twej łaski wśród zguby nie zginie

Najświętszej Marji Pannie

Na chwałę

Postawiła ten pomnik w r. 1927

Franciszka z dziećmi

Kozowa”